# Ivan Inzov
Ivan Nikitici Inzov (în rusă Иван Никитич Инзов; n. 1768 – d. 27 mai 1845, Odessa, Imperiul Rus) a fost un general rus de infanterie și comandant în Războiul Patriotic din 1812. Chișinăul îi datorează câteva dintre cele mai frumoase clădiri ale sale, inclusiv Catedrala Mitropolitană „Nașterea Domnului”.
Originea obscură a lui Inzov și cariera în plină expansiune, în combinație cu asemănarea sa fizică cu Marele Duce Constantin Pavlovici al Rusiei, i-au determinat pe unii dintre contemporanii săi să bănuiască că tatăl său era țarul Pavel I al Rusiei (care era cu doar 14 ani mai mare decât el), mamă fiindu-i contesa Taracanova – care se dădea drept fiica împărătesei Elizaveta Petrovna (1709 – 1762) și a favoritului ei, Alexei Razumoschi. Adevărul este însă că Inzov crescuse în familia cneazului I. N. Trubețkoi
La începutul anilor 1820, Aleksandr Pușkin era unul dintre subalternii săi la Chișinău. Henri Troyat era de părere că, Inzov „l-a privit pe Pușkin ca pe o ființă aparte, care trebuie tratată cu grijă”. 
Ivan Nikitich Inzov a servit ca guvernator general temporar al Novorusiei timp de aproape un an, din iulie 1822 până pe 23 mai 1823, între guvernatorii generali Alexandre Langeron și prințul Mihail Semyonovici Vorontsov.

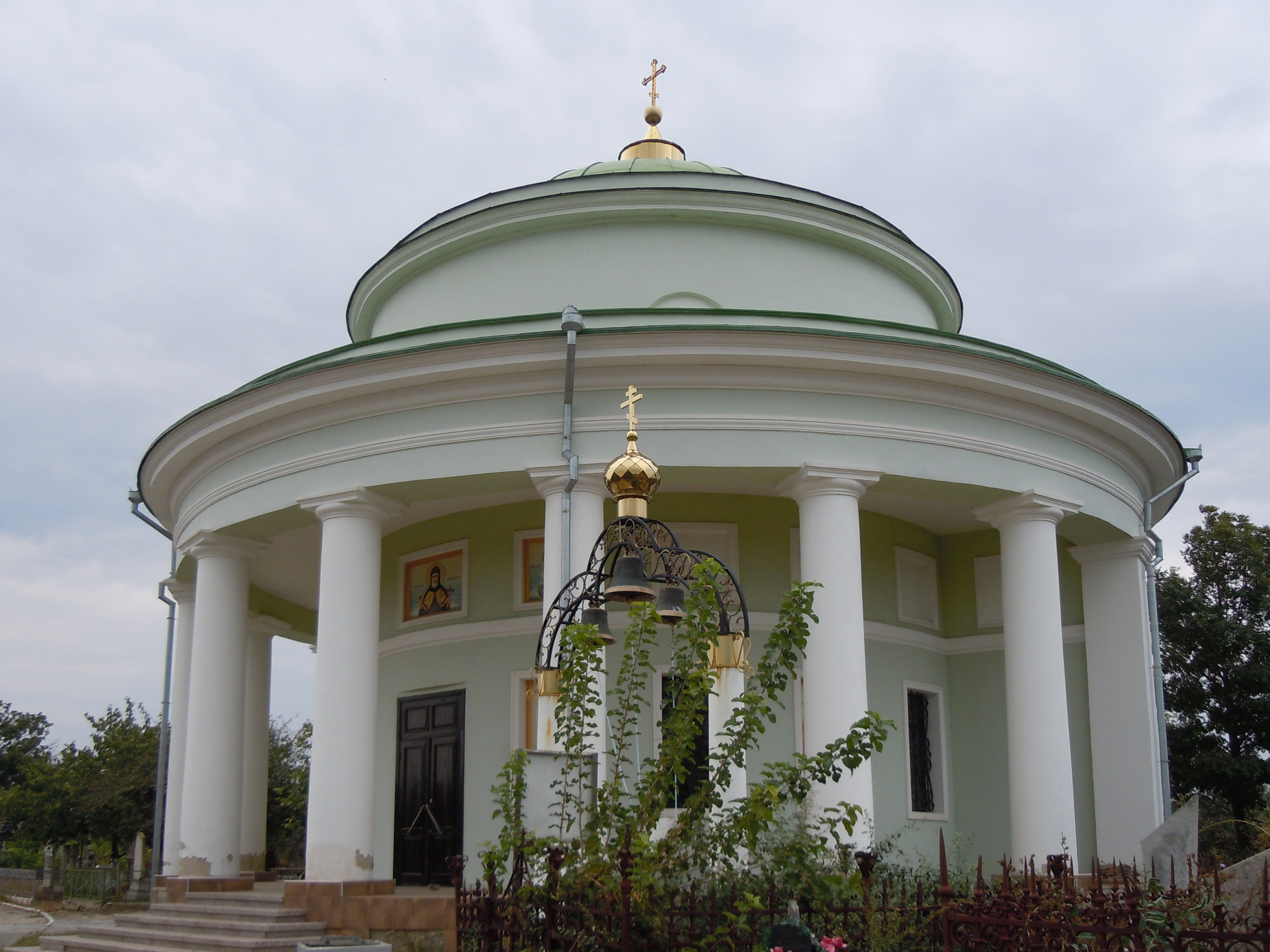
Mausoleul lui Ivan Inzov

Ivan Inzov a fost înmormântat într-un mausoleu special construit în Bolgrad, oraș pe care îl fondase.

## In memoriam
- În 2021 guvernul Republicii Moldova a aprobat înființarea unui bust în memoria lui Ivan Inzov în orașul Taraclia.[8]

- Pe reversul monedei de 10 ruble, emise în 2019 de Republica Moldovenească Nistreană, este reprezentat portretul generalului Ivan Inzov.[9] [10]